# Lake City (Iowa)
Lake City es una ciudad ubicada en el condado de Calhoun en el estado estadounidense de Iowa. En el Censo de 2010 tenía una población de 1727 habitantes y una densidad poblacional de 138,57 personas por km².

## Geografía
Lake City se encuentra ubicada en las coordenadas 42°16′4″N 94°43′52″O / 42.26778, -94.73111. Según la Oficina del Censo de los Estados Unidos, Lake City tiene una superficie total de 12.46 km², de la cual 12.46 km² corresponden a tierra firme y (0%) 0 km² es agua.

## Demografía
Según el censo de 2010, había 1727 personas residiendo en Lake City. La densidad de población era de 138,57 hab./km². De los 1727 habitantes, Lake City estaba compuesto por el 98.44% blancos, el 0.17% eran afroamericanos, el 0.12% eran amerindios, el 0.23% eran asiáticos, el 0% eran isleños del Pacífico, el 0.35% eran de otras razas y el 0.69% pertenecían a dos o más razas. Del total de la población el 1.22% eran hispanos o latinos de cualquier raza.